# Lewis Bagot
Pour les articles homonymes, voir Bagot.
Lewis Bagot (1er janvier 1740 – 4 juin 1802) est un ecclésiastique anglais qui est évêque de Bristol, Norwich et St Asaph.

## Biographie
Il est le cinquième fils de Sir Walter Wagstaffe Bagot de Blithfield Hall, Staffordshire et de Lady Barbara Legg (une fille de William Legge (1er comte de Dartmouth)). Il est le frère de William, Lord Bagot, Walter Bagot de Pype Hayes Hall (qui épouse Anne Swinnerton et, plus tard, Mary Ward), et Richard Bagot (qui épouse une fille du vicomte Andover) .
Il fait ses études à la Westminster School et à la Christ Church d'Oxford .
Il est ordonné en 1765 et est chanoine de Christ Church de 1771 à 1777 et doyen de Christ Church de 1777 à 1783. Il est nommé évêque de Bristol en 1782, évêque de Norwich en 1783 et évêque de St Asaph 1790.
Son portrait par Gainsborough est exposé à la National Portrait Gallery .